# بين براون (صحفي)
بين براون (بالإنجليزية: Ben Brown)‏ هو صحفي بريطاني، ولد في 26 مايو 1960 في كنت في المملكة المتحدة.

## وصلات خارجية
- بين براون على موقع IMDb (الإنجليزية)